# Campeonato Paraguaio de Futebol de 1927
O Campeonato Paraguaio de Futebol de 1927 foi o vigésimo torneio desta competição.  Participaram dez equipes. O clube Sastre Sport foi rebaixado na edição anterior.
| Equipe                | Cidade   | Departamento     | No ano anterior                                                      | Estádio | Capacidade | Títulos                          | Participações |
| --------------------- | -------- | ---------------- | -------------------------------------------------------------------- | ------- | ---------- | -------------------------------- | ------------- |
| Club River Plate      | Assunção | Distrito Capital | Terceiro Lugar                                                       | --      | --         | 0 (não possui)                   | 13            |
| Club Cerro Porteño    | Assunção | Distrito Capital | Quinto Lugar                                                         | --      | --         | 4 (1913, 1915, 1918, 1919)       | 14            |
| Club Guaraní          | Assunção | Distrito Capital | Oitavo Campeão                                                       | --      | --         | 4 (1906,1907, 1921, 1923 )       | 19            |
| Club Nacional         | Assunção | Distrito Capital | Campeão                                                              | --      | --         | 4 (1909, 1911, 1924, 1926)       | 20            |
| Club Olimpia          | Assunção | Distrito Capital | Vice Campeão                                                         | --      | --         | 5 (1912, 1914, 1916, 1917,1925 ) | 20            |
| Sol de América        | Assunção | Distrito Capital | Terceiro Lugar                                                       | --      | --         | 0 (não possui)                   | 15            |
| Club Libertad         | Assunção | Distrito Capital | Sexto Lugar                                                          | --      | --         | 2 (1910, 1920)                   | 15            |
| Club Presidente Hayes | Assunção | Distrito Capital | Nono Lugar                                                           | --      | --         | 0 (não possui)                   | 8             |
| Club Sportivo Luqueño | Luque    | Central          | Sétimo Lugar                                                         | --      | --         | 0 (não possui)                   | 3             |
| Club Rubio Ñu         | Assunção | Distrito Capital | Campeão do Campeonato Paraguaio de Futebol de 1926 - Segunda Divisão | --      | --         | 0 (não possui)                   | 1             |

## Premiação
| Campeonato Paraguaio 1927 Primeira Divisão |
| Assunção                                   |
| ------------------------------------------ |
| Club Olímpia Campeão (6º título)           |